# Пост Мортем (пьеса)
«Пост Мортем» (англ. Post-Mortem) — одноактная пьеса о Первой мировой войне в восьми сценах, написанная в 1930 году британским драматургом Ноэлем Кауардом. Сам автор считал, что пьеса не подходит для постановки на сцене, но решил её опубликовать. Пьеса неоднократно ставилась в любительских театрах (в том числе в 1943 году в лагере для военнопленных в Айзенштадте, Австрия); первая профессиональная постановка состоялась только в 1992 году. В целом критики также считают пьесу неподходящей для сцены, хотя она включает в себя некоторые приёмы, которые Кауард использовал в других произведениях с большим успехом.

## История создания
В 1930 году Кауард недолго играл роль Стэнхоупа в пьесе Р.С. Шерриффа «Конец путешествия», действие которой происходит в окопах Первой мировой войны. Он не считал своё выступление успешным, написав впоследствии, что публика «вежливо наблюдала, как я сыграл прекрасную роль в прекрасной пьесе и слил её в подворотню». Однако на него «сильно повлияла острота самой пьесы», и вскоре после этого он написал своё собственное «маленькое гневное очернение войны». Как только пьеса была дописана, автор решил, что она предназначена только для публикации и не должна быть инсценирована, и опубликовал её в 1931 году. Кауард показал пьесу Лоуренсу Аравийскому, который высоко оценил её как художественное произведение, но также счёл её неподходящей для театра. Пресса отозвалась об этом так: «Мистер Ноэль Кауард, находясь на гребне такой волны успеха, что можно было предположить, что за его малейшую работу будут торговаться, опубликовал в прошлом году серьёзную пьесу „Пост Мортем“, которую, насколько нам известно, ни один менеджер не сделал ни малейшей попытки поставить».
Впервые спектакль был поставлен в лагере для военнопленных в Айзенштадте (Австрия) в 1943 году: главную роль сыграл Майкл Гудлиф; в постановке также принимал участие Десмонд Ллевелин. В 1935 г. планировалась постановка в маленьком провинциальном театре, известном постановками новых произведений, но эти планы не осуществились. В 1966 году гимназия лорда Уильямса в Тейме осуществила первую публичную постановку. Телевизионная версия была показана в 1968 году. Пьеса впервые была профессионально поставлена на сцене в 1992 году, через два десятилетия после смерти Кауарда.
Пьеса предвосхищает обращение Кауарда к теме призраков в его пьесе 1940 года «Невероятный сеанс, или Неугомонный дух». В середине пьесы «Пост Мортем» Джон изображается как призрак, которого все видят, но природа которого, очевидно, не очень волнует других персонажей. В «Неугомонном духе» фигурируют два призрака, которых одни персонажи могут видеть, а другие нет. В последней сцене используется тот же приём, что и в «Происшествии на мосту через Совиный ручей» Амброуза Бирса, где в конце выясняется, что большая часть истории произошла лишь в голове главного героя. Также в последней сцене используется изображение смерти как тени, окутывающей умирающего.

## Содержание
Сцена первая, действие которой происходит в 1917 году во Франции во время Первой мировой войны, сосредоточена на Джоне Каване, молодом британском солдате, сыне владельца лондонской газеты. В окопах Джон спорит с другим солдатом, Перри Ломасом, о войне; Перри обвиняет отца Джона в прославлении войны в своей газете, но Джон отрицает это. В конце сцены Джон смертельно ранен вражеским огнем. Его тащат обратно в окоп, где, умирая, он представляет себе реакцию людей, которых он знает лучше всего, на окончание войны.
Следующие шесть сцен происходят в Англии в 1930 году. Джон, теперь уже призрак, одетый в грязную форму, в которой он умер, встречается с семьей, друзьями и теми из своих товарищей по войне, кто остался в живых. Он узнаёт, что значила для них война, закончившаяся более десяти лет назад, — оказывается, не так уж много. Перри пережил войну и написал книгу «После смерти», раскрывающую правду об ужасном обращении с британскими солдатами, вернувшимися с «Великой войны». Мать Джона боится этой книги, отец Джона хочет, чтобы её запретили, а девушка Джона относится к ней как к редкой коллекционной вещи, которую нужно ценить за её стоимость. Перри, после пылкого монолога о жалких последствиях войны, в отчаянии стреляет себе в голову.
В последней сцене, в 1917 году в окопах во Франции, Джон умирает, уходя в тень и оплакивая тщетность жертвы своего поколения.

## Реакция
Кауард прокомментировал пьесу: «Я написал её слишком быстро» и, в результате, получил что-то «поверхностное», лишённое «реального опыта» и «запутавшееся в вопросах… Я мог бы добиться большего, если бы уделил ей больше времени и меньше ярости». Когда пьеса была впервые опубликована, «The Daily Mirror» написала: «Страшное исследование разочарования!… В описании страданий, если позволите использовать вульгаризм, автор сильно перегибает палку. Но в этой пьесе есть страсть и смелая сатира. Мистера Кауарда можно поздравить. Он постоянно обновляется. Боюсь, однако, что для сцены „После смерти“ слишком депрессивна, чтобы стать ещё одним „Концом путешествия“». Т. Е. Лоуренс считал пьесу «прекрасной попыткой, действительно прекрасной попыткой… Как аргумент она первоклассна. Как воображение великолепна… и я испытал восторг, читая её».
«Колумбийская энциклопедия современной драматургии» отмечает, что «в британском театре было много места для комического Кауарда, но не было места для злого, горького Кауарда из „После смерти“», и что у Кауарда было две писательские личности: одна «угодная публике (и) комическая», другая «более мрачная (и) серьёзная». В энциклопедии не зафиксировано положительных отзывов об этой пьесе (их в принципе было мало), которая отражает «тёмную сторону» Кауарда-драматурга. Тем не менее, авторы признают, что «пьеса является выдающейся как полемическая, язвительная атака на британское пренебрежение к жертвам Первой мировой войны».

Когда пьеса была поставлена в Лондоне в 1992 году, реакция критиков была неоднозначной. «Times» и «The Independent» были настроены враждебно. Бенедикт Найтингейл из «Таймс» писал: «Это антивоенная пьеса, которую можно ожидать от человека, который никогда не стрелял в гневе и в какой-то степени чувствует вину за то, что выжил в бойне: пронзительная, неуклюжая. Это именно та дидактическая тягомотина, которую Кауард ненавидел, когда её писали другие; и не без оснований». Газета «The Independent» похвалила постановку, но сказала: «эта довольно истеричная антивоенная пьеса была скрыта по уважительной причине… Пронзительность, грандиозность и карикатурность пьесы отражают удалённость Кауарда от поля боя, а также его отрицание современных настроений… [Это] пародийная полемика, которая становится странно сентиментальной в конце, когда Джон восхваляет радости битвы». В «The Guardian» Майкл Биллингтон был более комплиментарен: "Я уважаю пылающий, откровенный гнев Кауарда. В частности, он вкладывает в уста Ломаса мощную обличительную речь против политической неразберихи, экономического хаоса и лживости прессы в Британии в 1930 году: речь, которая до дрожи уместна сегодня… Что уродует пьесу, так это не навязчивое идеологическое содержание, а механически описанная «экскурсия» Кавана в гражданскую жизнь, и поверхностная карикатурность лёгких мишеней: бабников, ищущих удовольствий, епископов и слепых леди Баунтифул. Удивительно, но социальная сатира Кауарда менее сильна, чем его прямолинейный политический гнев. «The Sunday Times» высоко оценила как постановку, так и пьесу:
Я бы никогда не догадался, что эта 80-минутная язвительная антивоенная фантазия, написанная в 1930 году, принадлежит перу Ноэля Кауарда. Первая профессиональная постановка показала её как жёсткое, лихорадочное произведение, переполненное мелодрамой и то и дело вспыхивающее блестящим горьким юмором. Ненависть Кауарда к этому хрупкому, безразличному веку, который не хочет понять ужасы первой мировой войны, не так удивительна, как его предчувствие, что вторая уже готовится: кто-то замечает, что следующие Олимпийские игры (1932) могут быть подготовкой к ней. Я никогда не думал, что Мастер в 31 год был настолько политически подкован. Сценарий немного манерный, но молодой актёрский состав справляется с ним так, как будто все происходит на самом деле, а Стивен Пэйси в роли разочарованного выжившего нарисовал тончайшую зарисовку отчаяния высшего класса.